# Googol
Un googol és un nombre natural enormement gran, equivalent a 10100 (o sigui un 1 seguit de 100 zeros). Aquest nombre fou introduït el 1920 per Milton Sirotta, nebot del matemàtic nord-americà Edward Kasner, a l'edat de 9 anys. Aquest nombre l'utilitzà com a exemple en el seu llibre Mathematics and the Imagination i, malgrat que no té cap utilitat pràctica en el món de les matemàtiques, es fa servir per il·lustrar la diferència entre un nombre inimaginablement gran i l'infinit.
Un googol pot ser escrit en la notació convencional d'aquestes maneres:
1 googol
= 10100
= 10,000,000,000,000,000,000,000,000,000,000,000,000,000,000,000,000,000,000,000,000,000,000,000,000,000,000,000,000,000,000,000,000,000
Més extensions d'aquest nombre són el googolplex, equivalent a 10googol:
1 googolplex = 10googol = 1010100 = 1010,000,000,000,000,000,000,000,000,000,000,000,000,000,000,000,000,000,000,000,000,000,000,000,000,000,000,000,000,000,000,000,000,000
També existeix el googolplexian, equivalent a 10googolplex:
1 googolplexian = 10googolplex = 101010,000,000,000,000,000,000,000,000,000,000,000,000,000,000,000,000,000,000,000,000,000,000,000,000,000,000,000,000,000,000,000,000,000